# Gregori d'Illiberis
|  | Per a altres significats, vegeu «Gregori». |

Gregori de la Bètica o Gregori d'Illiberis, va ser un escriptor eclesiàstic del segle iv. Va ser bisbe d'Illiberis, a l'antiga província Bètica). És venerat com a sant per diverses confessions cristianes.
Va ser amic de Lucífer de Caralis (o Lucífer de Caller) i enemic declarat dels arrians. Mort Lucífer va prendre la direcció de la seva tendència a Hispània. Teodosi I el Gran va dictar un edicte dirigit al prefecte d'Hispània Cinegi (Cynegius) ordenant-li defensar a Gregori contra els arrians dels atacs i les injuries que li feien.
Va escriure diversos tractats entre els quals De Fide que cal no confondre amb De Fide contra Arianos que va ser obra realment de Faustí. Jeroni d'Estridó qualifica aquest llibre de Gregori com a elegans libellus ('llibre elegant'). Vivia encara l'any 392, però ja era molt vell. La seva festa se celebra el dia 24 d'abril.